# Fredilocarcinus musmuschiae
Fredilocarcinus musmuschiae är en kräftdjursart som först beskrevs av Pretzmann och Mayta 1980.  Fredilocarcinus musmuschiae ingår i släktet Fredilocarcinus och familjen Trichodactylidae. IUCN kategoriserar arten globalt som livskraftig. Inga underarter finns listade i Catalogue of Life.